# Rafał Grodzicki
Rafał Grodzicki, né le 28 octobre 1983 à Cracovie, est un ancien footballeur polonais. Il occupait le poste de défenseur.

## Carrière

### Palmarès
- Vice-champion de Pologne : 2007
- Finaliste de la Coupe de la Ligue polonaise : 2007
- Finaliste de la Supercoupe de Pologne : 2007
- Vainqueur de la Coupe de Pologne : 2009
- Finaliste de la Coupe de Pologne : 2012